# Аллен, Лили
Ли́ли Ро́уз Беатри́с А́ллен (англ. Lily Rose Beatrice Allen; род. 2 мая 1985) — британская певица, автор песен и писательница.

## Биография

### Ранние годы
Родилась в Хаммерсмите (западный Лондон, Англия) в семье кинопродюсера Элисон Оуэн и актёра и комедианта Кита Аллена. У неё есть старшая сводная сестра Сара, младший брат Альфи, который вдохновил Лили на создание песни «Alfie», и младшая сестра Ребекка. Когда Лили было 4 года, отец ушёл из семьи. Четырёхлетняя девочка воспитывалась одной матерью. Лили сменила 13 школ и имела некоторые вредные привычки, за употребление алкоголя и курение была исключена из нескольких из них.

## Карьера

### Кинокарьера
В 1988 году в возрасте до 3 лет, Аллен появилась в телесериале «The Comic Strip» (англ.) в эпизоде «Yob», соавтором сценария которого был её отец.
В 1998 году Лили снялась в эпизодической роли в фильме «Елизавета».

### Музыкальная карьера
Первый альбом певицы — «Alright, Still» — вышел 17 июля 2006 года, второй — «It’s Not Me, It’s You» — 9 февраля 2009 года. Первый сингл со второго альбома The Fear стартовал на 1-й строчке британского национального чарта и продержался на ней месяц, в то время как сам альбом стал лидером продаж в Великобритании в неделю выхода.

## Личная жизнь
В 2011—2018 годы Лили была замужем за Сэмом Купером. У бывших супругов есть две дочери — Этель Мэри Купер (род. 25.11.2011) и Марни Роуз Купер (род. 08.01.2013). Их сын, Джордж, был мертворождённым в конце октября 2010 года после перенесённого Аллен вирусного заболевания.
В 2019 году Аллен начала встречаться с актёром Дэвидом Харбором. В сентябре 2020 года они поженились в Лас-Вегасе.

## Дискография

### Альбомы
| 2006 | Alright, Still        | 2 | 6 | 22 | 7 | 37 | 47 | 20 | 2 |
| 2009 | It's Not Me, It's You | 1 | 3 | -  | 1 | 27 | -  | 5  | - |
| 2014 | Sheezus               | 1 | 4 | 26 | 4 | -  | 32 | 12 | - |
| 2017 | The Fourth Wall       | - | - | -  | - | -  | -  | -  | - |

### Синглы
| Год  | Песня                   | Флаг Великобритании | Флаг Ирландии | Флаг Новой Зеландии | Флаг Германии | Флаг Австралии | Флаг Испании | Флаг Франции | Флаг России | Флаг США | Флаг Бразилии | Флаг Бельгии | Флаг Нидерландов |
| ---- | ----------------------- | ------------------- | ------------- | ------------------- | ------------- | -------------- | ------------ | ------------ | ----------- | -------- | ------------- | ------------ | ---------------- |
| 2006 | «Smile»                 | 1                   | 6             | 6                   | 67            | 14             | 15           | 16           | 13          | 54       | 72            | —            | —                |
| 2006 | «LDN»                   | 6                   | 21            | 23                  | —             | 39             | —            | —            | 43          | —        | —             | —            | —                |
| 2006 | «Littlest Things»       | 21                  | —             | —                   | —             | —              | —            | —            | 98          | —        | —             | —            | —                |
| 2007 | «Shame for You»/«Alfie» | 44                  | —             | —                   | —             | —              | —            | —            | —           | —        | —             | —            | —                |
| 2009 | «The Fear»              | 1                   | 8             | —                   | 12            | 20             | —            | 15           | —           | —        | —             | 5            | 29               |
| 2009 | «Not Fair»              | 5                   | 3             | 32                  | 12            | 4              | —            | —            | —           | —        | —             | —            | 11               |
| 2009 | «Fuck you»              | 104                 | —             | —                   |               | 23             |              | 14           |             | 68       |               | 1            | 3                |
| 2009 | «22»                    | 14                  | 12            | 28                  | —             | 20             | —            | —            | —           | —        | —             | —            | —                |
| 2009 | «Who’d Have Known»      | 39                  | —             | —                   | —             | 54             | —            | —            | —           | —        | —             | —            | —                |
| 2010 | «Back to the Start»     | —                   | —             | —                   | —             | —              | —            | —            | —           | —        | —             | —            | —                |

### Видеоклипы
| Название                                          | Год  | Режиссёр                                           |
| ------------------------------------------------- | ---- | -------------------------------------------------- |
| Smile                                             | 2006 | Софи Мюллер                                        |
| LDN                                               | 2006 | Нима Нуризаде                                      |
| Littlest Things                                   | 2006 | Нима Нуризаде                                      |
| Alfie                                             | 2007 | Сара Чатфилд                                       |
| Oh My God совместно с Марком Ронсоном             | 2007 | Нима Нуризаде                                      |
| Drivin' Me Wild совместно с Common                | 2007 | Крис Робинсон                                      |
| The Fear                                          | 2008 | Nez                                                |
| Not Fair                                          | 2009 | Мелина Матсукас                                    |
| Fuck You                                          | 2009 | Arnaud Boutin, Camille Dauteuille и Clement Dozier |
| 22                                                | 2009 | Джейк Скотт                                        |
| Who'd Have Known                                  | 2009 | James Caddick                                      |
| Just Be Good to Green совместно с Professor Green | 2010 | Генри Сколфилд                                     |
| True Love совместно с P!nk                        | 2013 | Софи Мюллер                                        |
| Hard out Here                                     | 2013 | Кристофер Суини                                    |
| Air Balloon                                       | 2013 | That Go                                            |
| Our Time                                          | 2014 | Кристофер Суини                                    |
| Sheezus                                           | 2014 | Ruffmercy                                          |
| URL Badman                                        | 2014 | Священное Яйцо                                     |